# Tief im Regenwald
Tief im Regenwald ist ein zweiteiliger Dokumentarfilm aus dem Jahr 2009 von Marion Pöllmann und dem deutschen Tierfilmer Rainer Bergomaz. Zusammen mit seinem indianischen Kollegen Yung Sandy, bereist Bergomaz den urtümlichen südamerikanischen Dschungel Guyanas.

## Folgen

### Tief im Regenwald – Im Bann des Kaimans
Im ersten Teil begeben sich die beiden Abenteurer auf die Suche nach dem größten Krokodil Südamerikas, dem Schwarzen Kaiman, der in Guyana nur noch in wenigen Regionen, wie am Oberlauf des Essequibo, vorkommt. Gezeigt werden auch die typischen Dschungelbewohner, die sich am Fluss einfinden oder dort leben und überleben. Das spektakuläre Ende der Folge zeigt wie Rainer, getarnt durch einen Fransen-Tarnanzug, und ein riesiger Kaiman, der durch einen Köder angelockt wurde, hautnah beieinander im Wasser liegen.

### Tief im Regenwald – Auf der Spur der Harpyie
Im zweiten Teil suchen Rainer und Yung nach einem der mächtigsten Greifvögel der Welt, der seltenen Harpyie. Sie klettern dafür immer wieder auf die über 40 Meter hohen Bäume, um nach den Vögeln Ausschau zu halten und um eines ihrer Nester zu finden. Neben interessanten Begegnungen mit einem Riesengürteltier oder zwei Tayras, und einigen Strapazen, werden sie am Schluss noch belohnt.